# Arnold Brunckhorst
Pour les articles homonymes, voir Brunckhorst.
Arnold Matthias Brunckhorst est un organiste et compositeur allemand, né dans la région de Celle vers 1670-1675 et mort probablement à Hanovre en 1725.

## Œuvres
Peu d'œuvres sont parvenues jusqu'à l'époque contemporaine, probablement en raison de la pratique même de sa musique : improvisation plutôt que composition. Ses œuvres n'auraient peut-être pas été publiées, ou bien non encore découvertes, voire perdues. On trouve ainsi :
- Deux cantates, une pour Noël, l'autre pour Pâques ;
- Une sonate pour clavecin ;
- Un prélude et fugue pour orgue en mi mineur. Ce Praeludium, sans toutefois atteindre la qualité des cinq œuvres pour orgue de Nicolaus Bruhns ou l'abondance de celles de Dietrich Buxtehude, s'inscrit néanmoins dans l'esprit typique du style baroque d'Allemagne du Nord : grande fresque sonore faisant sonner l'organo pleno. On peut dégager dans cette unique pièce d'orgue 3 parties : prélude de style virtuose avec grandes gammes, traits de pédalier abondants et malaisés pour l'interprète, court mais émouvant adagio de quelques mesures qui débouche sur une fugue au sujet frappé.